# Burmorussus mirabilis

Burmorussus mirabilis (лат.) — ископаемый вид сидячебрюхих перепончатокрылых насекомых, единственный в составе монотипических рода Burmorussus и семейства Burmorussidae. Бирманский янтарь, меловой период (Мьянма). Длина тела 2,5 мм. Жгутик усика 12-члениковый. Фасеточные глаза крупные, занимают половину головы. Развита оцеллярная корона (шипики около оцеллий). Ширина головы 0,66 мм (высота — 0,68 мм). Глаз — 0,43 мм, длина усика 1,2 мм, длина груди 0,7 мм, длина брюшка 1,4 мм; длина переднего крыла 1,8 мм, ширина 0,73 мм; длина заднего крыла 1,5 мм (ширина 0,36 мм).
Ближайшими сестринскими группами считаются семейства Paroryssidae + Orussidae (Orussoidea), от которых отличается числом члеников усика, и местом прикрепления выше клипеуса, вытянутым постэпистерном, разделяющим средние и задние тазики, переднее крыло с 1r-rs, 2r-rs и 2m-cu.